# Reattivi di organo-litio
I reattivi di organo-litio sono composti organometallici che contengono un legame diretto tra un atomo di carbonio e uno di litio. Il litio è fortemente elettropositivo e quindi la densità di carica del legame è localizzata per la maggior parte sull'atomo di carbonio, creando di fatto un carbanione. Per questo motivo i reattivi di organo-litio si comportano come basi e nucleofili molto forti. Il butillitio è spesso usato come base, ed è disponibile in commercio.

## Produzione
I reattivi di organo-litio si possono preparare in vari modi. Industrialmente si ottengono per reazione tra composti organici alogenati e litio metallico:
{\displaystyle {\ce {R-X + 2Li -> R-Li + LiX}}}
Una reazione secondaria indesiderata che può aver luogo in questa sintesi, specie usando ioduri alchilici, è la reazione di Wurtz, dove una specie R–Li reagisce con una specie R–X con formazione del prodotto di accoppiamento R–R. Questa reazione secondaria si può minimizzare usando bromuri o cloruri alchilici.
Un secondo metodo di sintesi usa la reazione di un alogenuro alchilico o un solfuro alchil arilico con il sale di litio di un radicale anione, come il naftalenuro di litio. L'anione naftalenuro (radicale anione del naftalene) si può preparare riducendo il naftalene con litio metallico; analoghi radicali anioni si possono ottenere nello stesso modo dai corrispondenti composti aromatici. La riduzione di alogenuri alchilici è molto più veloce usando radicali anioni anziché litio metallico, e dunque con questo metodo si possono preparare composti organo-litio più esotici.
Un terzo metodo utilizza lo scambio metallo-alogeno tra un alogenuro organico (di solito un bromuro o uno ioduro) e una specie organo-litio (di solito n-BuLi, s-BuLi, t-BuLi). Questa è una reazione di equilibrio, e quindi ha successo solo se il reattivo di litio formato ha un carbanione più stabile di quello di partenza. Questo metodo si usa spesso per preparare reattivi di litio vinilici, arilici e alchilici primari, ed è particolarmente utile per preparare reattivi di litio funzionalizzati quando la reazione diretta con litio metallico sarebbe impedita da condizioni troppo drastiche.
Un quarto metodo è la transmetallazione tra un reattivo di organo-litio e un altro composto organometallico. Anche questa è una reazione di equilibrio, dove il metallo più elettropositivo (il litio) finisce attaccato al gruppo organico più elettronegativo. Un esempio è la sintesi del vinillitio a partire da tetravinilstagno e fenillitio. Il vinillitio è molto difficile da preparare in altri modi.
Un quinto metodo è sfruttando una reazione acido base, tramite la deprotonazione di un composto organico con una specie organo-litio.

## Struttura
I reattivi di organo-litio hanno strutture aggregate, dove il litio è coordinato a più di un atomo di carbonio, e il carbonio è coordinato a più di un atomo di litio. L'aggregazione è influenzata da tre fattori principali: l'interazione elettrostatica tra cariche opposte, la composizione della sfera di coordinazione del litio che può contenere o molecole di solvente o basi di Lewis, e l'ingombro sterico della parte idrocarburica. Gli atomi di litio tendono a formare strutture triangolari o più complesse.
Nel metillitio allo stato solido gli atomi di litio formano tetraedri, e ogni faccia è sormontata da un gruppo metile che lega contemporaneamente tre atomi di litio (apticità η3). Le interazioni a grande distanza tra le unità (MeLi)4 si basano su legami η3-Li-CH3-η1-Li.
Nel butillitio sono presenti ottaedri di esameri Li6 senza interazioni a grande distanza.
L'aggiunta di basi di Lewis come i solventi etere dietilico o THF o leganti all'azoto come tetrametiletilendiammina, pentametildietilentriammina e sparteina tende a disaggregare i composti organo-litio, rendendoli più solubili e più reattivi. Il complesso allo stato solido tra MeLi e (-)-sparteina è un dimero. Il complesso tra butillitio e pentametildietilentriammina è molto vicino a una specie BuLi monomera.
In soluzione, il metillitio 1M in THF è un tetramero, il n-butillitio 3M in benzene è un esamero, mentre 1M in THF è un tetramero. Il t-butillitio in THF è un dimero. L'isopropillitio in ciclopentano è una miscela con specie esamere, ottamere e nonamere.
Nella semplice deprotonazione dell'alchino terminale feniltioacetilene ad opera di n-butillitio in THF a -135 °C si osservano diversi stati di aggregazione delle specie organo-litio, osservabili tramite spettroscopia 7Li RMN.
Il tetramero A con struttura tipo cubano è scarsamente reattivo rispetto al dimero B, che evolve formando dapprima la specie dimera asimmetrica C e infine il dimero simmetrico D. In effetti il dimero è 3,2 x 108 volte più reattivo del tetramero.

## Usi
I reattivi di organo-litio sono fortemente polarizzati a causa della forte elettropositività del litio, e sono di conseguenza nucleofili molto forti che reagiscono con quasi tutti gli elettrofili. I composti organo-litio sono molto più reattivi dei reattivi di Grignard. Sono di conseguenza incompatibili con acqua, ossigeno (O2) e diossido di carbonio, e vanno maneggiati in atmosfera di azoto o, meglio ancora, di argon.
Molti semplici reattivi di organo-litio come n-BuLi, s-BuLi, t-BuLi, MeLi e PhLi sono disponibili in commercio e sono comunemente usati come basi molto forti. Una rassegna del 2006 indica che nella sintesi asimmetrica di prodotti farmaceutici i seguenti reattivi di organo-litio sono i più usati: n-butillitio, n-esillitio, sec-butillitio, fenillitio.
I reattivi di organo-litio possono deprotonare quasi tutti i composti contenenti idrogeno (reazione di metallazione o scambio Li/H), con l'eccezione degli alcani. In linea di principio una deprotonazione può arrivare a completezza se il composto acido è 2 unità di pKa più forte della specie di litio, anche se in pratica occorre una maggior differenza tra i valori di pKa per deprotonare acidi C–H deboli con velocità utilizzabile. I gruppi alchilici fungono da deboli donatori di elettroni, e quindi la basicità dei composti organo-litio cresce al crescere del numero di sostituenti alchilici presenti sull'atomo di carbonio portatore di carica. Per questo motivo il t-BuLi (tert-butillitio) è la base più forte disponibile in commercio, con un pKa maggiore di 53. La reazione di metallazione è un metodo di sintesi importante per la preparazione di molti composti organo-litio. Alcuni esempi sono mostrati nella figura seguente:
I reattivi di organo-litio sono anche comunemente usati in reazioni di addizione nucleofila a composti carbonilici e altri atomi di carbonio elettrofili. Con composti carbonilici enolizzabili la deprotonazione può essere una reazione collaterale, specie con reagenti organo-litio impediti come il t-BuLi. Per reazioni di addizione si possono usare in alternativa i reattivi di Grignard, che hanno meno problemi di deprotonazione, anche se sono meno reattivi.
Un utilizzo importante dei reattivi di organo-litio è la sintesi di altri composti organometallici, di solito per reazione con alogenuri metallici. Nella sintesi organica sono particolarmente importanti i reattivi di organo-rame (e i reattivi di Gilman) che si ottengono per reazione tra RLi e CuI o CuBr, e i composti organo-zinco che si ottengono con ZnCl2. Anche i reattivi di Grignard sono a volte preparati per reazione tra RLi e MgBr2 quando si può preparare facilmente per metallazione il reattivo di litio (ma non il Grignard). Anche composti organo-stagno, organo-silicio, organo-boro, organo-fosforo e organo-zolfo sono spesso preparati per reazione tra RLi e appropriati elettrofili.

## Reattività
I reattivi di organo-litio hanno la reattività tipica dei carbanioni, molto simile a quella dei reattivi di Grignard. Rispetto a questi ultimi, in genere gli organo-litio risultano più convenienti perché le reazioni sono più veloci e ci sono meno reazioni secondarie. Alcune reazioni generali dei composti organo-litio sono:
- Deprotonazione di qualsiasi composto contenente idrogeni acidi.
- Reazione con chetoni e aldeidi per formare alcoli.[5]
- Reazione con epossidi per formare alcoli.
- Reazione con sali di acidi carbossilici e cloruri acilici per formare chetoni.[6]
- Reazione con esteri carbossilici per formare alcoli terziari. Nell'esempio seguente, l'etillitio si è mostrato molto efficace, mentre il bromuro di etilmagnesio forma principalmente prodotti di riduzione dell'estere:[7]

- Reazione con ossime per formare ammine.[5]
- Reazione con isocianuri per formare aldimmine di litio. L'idrolisi successiva converte efficacemente l'organo-litio nell'aldeide corrispondente.[8]
- Reazione con alcuni epossidi per formare alcheni.[9]

I reattivi di organo-litio reagiscono anche con i solventi eterei usati nella maggior parte delle reazioni. La tabella seguente elenca l'emivita approssimata di alcuni comuni reattivi di organo-litio in solventi tipici:
| Solvente/Temperatura | n-BuLi  | s-BuLi  | t-BuLi          | MeLi | CH2=C(OEt)-Li | CH2=C(SiMe3)-Li |
| -------------------- | ------- | ------- | --------------- | ---- | ------------- | --------------- |
| THF/-20 °C           |         |         | 40 min, 360 min |      |               |                 |
| THF/20 °C            |         |         |                 |      | >15 h         | 17 h            |
| THF/35 °C            | 10 min  |         |                 |      |               |                 |
| THF/TMEDA/-20 °C     | 55 h    |         |                 |      |               |                 |
| THF/TMEDA/ 0 °C      | 340 min |         |                 |      |               |                 |
| THF/TMEDA/20 °C      | 40 min  |         |                 |      |               |                 |
| Etere/-20 °C         |         |         | 480 min         |      |               |                 |
| Etere/0 °C           |         |         | 61 min          |      |               |                 |
| Etere/20 °C          | 153 h   |         | <30 min         |      |               | 17 giorni       |
| Etere/35 °C          | 31 h    |         |                 |      |               |                 |
| Etere/TMEDA/ 20 °C   | 603 min |         |                 |      |               |                 |
| DME/-70 °C           |         | 120 min | 11 min          |      |               |                 |
| DME/-20 °C           | 110 min | 2 min   | <<2 min         |      |               |                 |
| DME/0 °C             | 6 min   |         |                 |      |               |                 |